# Hink-stap-springen
Hink-stap-springen, ook wel driesprong of de hink-stap-sprong genoemd, is een discipline in de atletiek.
De naam beschrijft de verschillende acties die een atleet achter elkaar moet verrichten. Na een aanloop en de afzet moet de atleet allereerst op dezelfde voet als waarmee diegene afgezet heeft landen (hinksprong). Hierna maakt de atleet een stap, waarmee de deelnemer juist op hun andere voet terecht moet komen. Ten slotte maakt de atleet een sprong, de landing volgt in de zandbak. Raakt een deelnemer met een andere dan de voorgeschreven voet de grond, dan is de sprong ongeldig. Voor het overige gelden dezelfde regels als bij het verspringen.
De aanloopbaan is 1,22-1,25 m breed en minstens 40 meter lang, de afstand van de afzetbalk tot de zandbak is minimaal 13 meter (mannen) of 11 meter (vrouwen), de 2,75 meter brede zandbak is 10 meter lang.
Het hink-stap-springen is een technisch moeilijk onderdeel. Er moet een optimale verhouding gevonden worden in de grootte van de hink, de stap en de sprong. Als de atleet de hink te groot maakt, wordt de landing van de hink zeer zwaar, wat tot snelheidsverlies leidt en waardoor niet goed voor de stap afgezet kan worden. Omdat drie keer afgezet wordt, moet snelheidsverlies zo veel mogelijk beperkt worden. Een vuistregel voor de verhouding van hink, stap en sprong is 35-30-35% van de totaalafstand. Denkt iemand winst te boeken door de hink 10 cm langer te maken, dan leidt dat voor het totaal veelal tot 10–20 cm verlies.
Hink-stap-springen is een zwaar onderdeel, want knie- en enkelgewrichten krijgen grote krachten te verwerken. De kans op blessures is groter wanneer niet met de juiste techniek gesprongen wordt.
De hink-stap-sprong stond al bij de eerste Olympische Spelen van Athene in 1896 op het programma: de winnaar (James Connolly) was zelfs de eerste olympische kampioen in de moderne geschiedenis. Sinds 1996 staat de hink-stap-sprong voor vrouwen op het programma, nadat het al eerder was opgenomen in het programma voor de wereldkampioenschappen in 1993. Op de Olympische Spelen van 1900 in Parijs werd er tevens de inmiddels niet meer beoefende vorm van hink-stap-springen vanuit stand gesprongen. Dit onderdeel werd gewonnen door Ray Ewry.

## Records
De huidige wereldrecordhouder bij de mannen is Jonathan Edwards uit het Verenigd Koninkrijk. Hij sprong op 7 augustus 1995 18,29 m ver. Wereldrecordhoudster bij de vrouwen is Yulimar Rojas uit Venezuela, die op 1 augustus 2021 15,67 m sprong.

## Bekende atleten
Bekende hink-stap-springers zijn:
- Yamilé Aldama (Cuba)
- Will Claye (Verenigde Staten)
- Walter Davis (Verenigde Staten)
- Jonathan Edwards (Groot-Brittannië)
- Jadel Gregório (Brazilië)
- Phillips Idowu (Groot-Brittannië)
- Inessa Kravets (Oekraïne)
- Li Yanxi (China)
- Françoise Mbango Etone (Kameroen)
- Chuhei Nambu (Japan)
- Christian Olsson (Zweden)
- Pedro Pichardo (Cuba)
- Yulimar Rojas (Venezuela)
- Olga Rypakova (Kazachstan)
- Viktor Sanjejev (Sovjet-Unie)
- Adhemar da Silva (Brazilië)
- Teddy Tamgho (Frankrijk)
- Christian Taylor (Verenigde Staten)

Hink-stap-springer Phillips Idowu tijdens de Olympische Spelen van 2008

## Continentale records (outdoor)

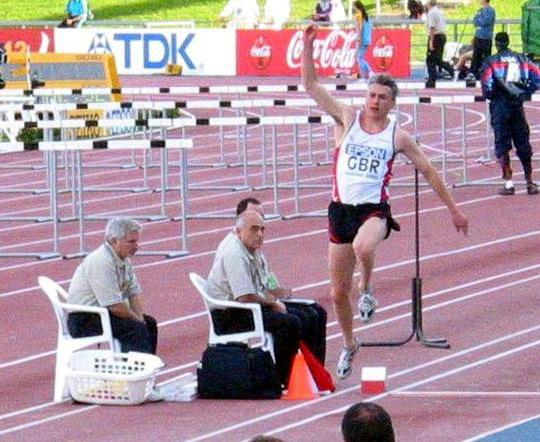
Wereldrecordhouder Jonathan Edwards in actie.

| Continent                | Geslacht | Prestatie    | Atleet                 | Land | Datum            | Plaats   |
| ------------------------ | -------- | ------------ | ---------------------- | ---- | ---------------- | -------- |
| Afrika                   | M        | 18,07 m      | Hugues Fabrice Zango   | BUR  | 16 januari 2021  | Aubière  |
| Afrika                   | V        | 15,39 m      | Françoise Mbango Etone | CMR  | 17 augustus 2008 | Peking   |
| Noord- en Midden-Amerika | M        | 18,21 m      | Christian Taylor       | USA  | 27 augustus 2015 | Peking   |
| Noord- en Midden-Amerika | V        | 15,29 m      | Yamilé Aldama          | CUB  | 11 juli 2003     | Rome     |
| Zuid-Amerika             | M        | 17,90 m      | Jadel Gregório         | BRA  | 20 mei 2007      | Belém    |
| Zuid-Amerika             | V        | 15,74 m (WR) | Yulimar Rojas          | VEN  | 22 maart 2022    | Belgrado |
| Azië                     | M        | 17,59 m      | Li Yanxi               | CHN  | 26 oktober 2009  | Jinan    |
| Azië                     | V        | 15,25 m      | Olga Rypakova          | KAZ  | 4 september 2010 | Split    |
| Europa                   | M        | 18,29 m (WR) | Jonathan Edwards       | GBR  | 7 augustus 1995  | Göteborg |
| Europa                   | V        | 15,50 m      | Inessa Kravets         | UKR  | 10 augustus 1995 | Göteborg |
| Oceanië                  | M        | 17,46 m      | Ken Lorraway           | AUS  | 7 augustus 1982  | Londen   |
| Oceanië                  | V        | 14,04 m      | Nicole Mladenis        | AUS  | 9 maart 2002     | Hobart   |

Bijgewerkt tot 24 november 2023

## Top tien beste atleten

### Mannen (outdoor)
| Rang | Prestatie | Atleet                       | Land                | Plaats       | Datum            |
| ---- | --------- | ---------------------------- | ------------------- | ------------ | ---------------- |
| 1.   | 18,29     | Jonathan Edwards             | Verenigd Koninkrijk | Göteborg     | 7 augustus 1995  |
| 2.   | 18,21     | Christian Taylor             | Verenigde Staten    | Peking       | 27 augustus 2015 |
| 3.   | 18,18     | Jordan Alejandro Díaz Fortun | Spanje              | Rome         | 11 juni 2024     |
| 4.   | 18,14     | Will Claye                   | Verenigde Staten    | Long Beach   | 29 juni 2019     |
| 5.   | 18,09     | Kenny Harrison               | Verenigde Staten    | Atlanta      | 27 juli 1996     |
| 6.   | 18,08     | Pedro Pichardo               | Cuba                | Havana       | 28 mei 2015      |
| 7.   | 18,07(i)  | Hugues Fabrice Zango         | Burundi             | Aubière      | 16 januari 2021  |
| 8.   | 18,04     | Teddy Tamgho                 | Frankrijk           | Moskou       | 18 augustus 2013 |
| 9.   | 17,97     | Willie Banks                 | Verenigde Staten    | Indianapolis | 16 juni 1985     |
| 10.  | 17,92     | Christo Markov               | Bulgarije           | Rome         | 31 augustus 1987 |
| 10.  | 17,92     | James Beckford               | Jamaica             | Odessa       | 20 mei 1995      |

- Bijgewerkt 9 juli 2024

### Vrouwen (outdoor)
| Rang | Prestatie | Atleet                 | Land                | Plaats   | Datum             |
| ---- | --------- | ---------------------- | ------------------- | -------- | ----------------- |
| 1.   | 15,67     | Yulimar Rojas          | Venezuela           | Tokio    | 1 augustus 2021   |
| 2.   | 15,50     | Inessa Kravets         | Verenigd Koninkrijk | Göteborg | 10 augustus 1995  |
| 3.   | 15,39     | Françoise Mbango Etone | Kameroen            | Peking   | 17 augustus 2008  |
| 4.   | 15,34     | Tatjana Lebedeva       | Rusland             | Iraklion | 4 juli 2004       |
| 5.   | 15,32     | Hrysopiyi Devetzi      | Griekenland         | Athene   | 21 augustus 2004  |
| 6.   | 15,31     | Caterine Ibargüen      | Colombia            | Monaco   | 18 juli 2014      |
| 7.   | 15,29     | Yamilé Aldama          | Cuba                | Rome     | 11 juli 2003      |
| 8.   | 15,28     | Yargelis Savigne       | Cuba                | Osaka    | 31 augustus 2007  |
| 9.   | 15,25     | Olga Rypakova          | Kazachstan          | Split    | 4 september 2010  |
| 10.  | 15,20     | Šárka Kašpárková       | Tsjechië            | Athene   | 4 augustus 1997   |
| 10.  | 15,20     | Tereza Marinova        | Bulgarije           | Sydney   | 24 september 2000 |

- Bijgewerkt tot en met 8 december 2023

## Wereldrecordontwikkeling

### Mannen
| Afstand (m)                    | Atleet                        | Land                          | Datum                         | Plaats                        |
| Inofficiële records (profi's)  | Inofficiële records (profi's) | Inofficiële records (profi's) | Inofficiële records (profi's) | Inofficiële records (profi's) |
| ------------------------------ | ----------------------------- | ----------------------------- | ----------------------------- | ----------------------------- |
| 12,95                          | Andrew Beattie                | GBR                           | 17.03.1826                    | Mount Benger                  |
| 13,89                          | Andrew Beattie                | GBR                           | 17.03.1828                    | Mount Benger                  |
| 13,94                          | William Leyden                | GBR                           | 01.08.1832                    | Innerleithen                  |
| 14,02                          | William Leyden                | GBR                           | 08.04.1833                    | Whitelee                      |
| 14,02                          | William Leyden                | GBR                           | 07.08.1834                    | Innerleithen                  |
| 14,04                          | William Leyden                | GBR                           | 10.08.1835                    | Innerleithen                  |
| 14,17                          | William Leyden                | GBR                           | 04.04.1836                    | Whitelee                      |
| 14,25                          | John Bell                     | GBR                           | 1860                          | (onbekend)                    |
| 14,27                          | John Bell                     | GBR                           | 1861                          | (onbekend)                    |
| 14,55                          | John Bell                     | GBR                           | juni 1864                     | Hawick                        |
| 14,75                          | J. Young                      | GBR                           | 1867                          | (onbekend)                    |
| 14,96                          | Tom Aitken                    | GBR                           | 1873                          | Innerleithen                  |
| Inofficiële records (amateurs) |                               |                               |                               |                               |
| 12,19                          | Hanmer Webb                   | GBR                           | 30.04.1856                    | Cheltenham                    |
| 12,21                          | Edward Grace                  | GBR                           | 25.08.1866                    | Bristol                       |
| 12,63                          | W. Creswick                   | GBR                           | 20.06.1868                    | Liverpool                     |
| 12,63                          | Henry Dick                    | GBR                           | 15.03.1873                    | St Andrews                    |
| 12,88                          | G. C. Hendrickson             | USA                           | 21.06.1873                    | Princeton                     |
| 13,26                          | P. Johnson                    | USA                           | 29.06.1878                    | Boston                        |
| 13,33                          | G. A. Russell                 | GBR                           | 02.04.1881                    | St Andrews                    |
| 13,455                         | Malcom Ford                   | USA                           | 10.05.1884                    | New York                      |
| 14,40                          | John Purcell                  | GBR                           | 30.05.1885                    | Dublin (Ballsbridge)          |
| 14,50                          | Daniel Shanahan               | GBR                           | 16.06.1886                    | Knockeney                     |
| 14,705                         | John Purcell                  | GBR                           | 09.06.1887                    | Limerick                      |
| 14,78                          | Edward Bloss                  | USA                           | 16.09.1893                    | Chicago                       |
| 14,94                          | James Connolly                | USA                           | 19.09.1896                    | New York                      |
| 14,92                          | Tim Ahearne                   | GBR                           | 25.07.1908                    | Londen                        |
| 15,39                          | Daniel Ahearn                 | USA                           | 14.08.1909                    | New York                      |
| Door de IAAF erkende records   |                               |                               |                               |                               |
| 15,52                          | Daniel Ahearn                 | GBR                           | 30.05.1911                    | New York                      |
| 15,52                          | Nick Winter                   | AUS                           | 12.07.1924                    | Colombes                      |
| 15,58                          | Mikio Oda                     | JPN                           | 27.10.1931                    | Tokio                         |
| 15,72                          | Chuhei Nambu                  | JPN                           | 04.08.1932                    | Los Angeles                   |
| 15,78                          | Jack Metcalfe                 | AUS                           | 14.12.1935                    | Sydney                        |
| 16,00                          | Naoto Tajima                  | JPN                           | 06.08.1936                    | Berlijn                       |
| 16,00                          | Adhemar da Silva              | BRA                           | 03.12.1950                    | São Paulo                     |
| 16,01                          | Adhemar da Silva              | BRA                           | 30.09.1951                    | Rio de Janeiro                |
| 16,12                          | Adhemar da Silva              | BRA                           | 23.07.1952                    | Helsinki                      |
| 16,22                          | Adhemar da Silva              | BRA                           | 23.07.1952                    | Helsinki                      |
| 16,23                          | Leonid Sjtsjerbakov           | URS                           | 19.07.1953                    | Moskou                        |
| 16,56                          | Adhemar da Silva              | BRA                           | 16.03.1955                    | Mexico-Stad                   |
| 16,59                          | Oleg Rjachovski               | URS                           | 28.07.1958                    | Moskou                        |
| 16,70                          | Oleg Fedosejev                | URS                           | 03.05.1959                    | Naltsjik                      |
| 17,03                          | Józef Szmidt                  | POL                           | 05.08.1960                    | Olsztyn                       |
| 17,10                          | Giuseppe Gentile              | ITA                           | 16.10.1968                    | Mexico-Stad                   |
| 17,22                          | Giuseppe Gentile              | ITA                           | 17.10.1968                    | Mexico-Stad                   |
| 17,23                          | Viktor Sanjejev               | URS                           | 17.10.1968                    | Mexico-Stad                   |
| 17,27                          | Nelson Prudêncio              | BRA                           | 17.10.1968                    | Mexico-Stad                   |
| 17,39                          | Viktor Sanjejev               | URS                           | 17.10.1968                    | Mexico-Stad                   |
| 17,40                          | Pedro Pérez                   | CUB                           | 05.08.1971                    | Cali                          |
| 17,44                          | Viktor Sanjejev               | URS                           | 17.10.1972                    | Soechoemi                     |
| 17,89                          | João Carlos de Oliveira       | BRA                           | 15.10.1975                    | Mexico-Stad                   |
| 17,97                          | Willie Banks                  | USA                           | 16.06.1985                    | Indianapolis                  |
| 17,98                          | Jonathan Edwards              | GBR                           | 18.07.1995                    | Salamanca                     |
| 18,16                          | Jonathan Edwards              | GBR                           | 07.08.1995                    | Göteborg                      |
| 18,29                          | Jonathan Edwards              | GBR                           | 07.08.1995                    | Göteborg                      |

### Vrouwen
| Afstand (m)                     | Atlete                          | Land                            | Datum                           | Plaats                          |
| Inofficiële records (voor 1990) | Inofficiële records (voor 1990) | Inofficiële records (voor 1990) | Inofficiële records (voor 1990) | Inofficiële records (voor 1990) |
| ------------------------------- | ------------------------------- | ------------------------------- | ------------------------------- | ------------------------------- |
| 8,805                           | Charlotte Hand                  | USA                             | 08.05.1909                      | Poughkeepsie                    |
| 9,005                           | Charlotte Hand                  | USA                             | 07.05.1910                      | Poughkeepsie                    |
| 9,73                            | Eileen Hayes                    | USA                             | 03.04.1911                      | Sweetbriar                      |
| 10,21                           | Eileen Hayes                    | USA                             | 07.04.1913                      | Sweetbriar                      |
| 10,32                           | Elizabeth Stine                 | USA                             | 13.05.1922                      | Mamaronek                       |
| 10,50                           | Adrienne Kaenel                 | SUI                             | 16.07.1923                      | Genève                          |
| 11,45                           | Kinue Hitomi                    | JPN                             | 16.10.1925                      | Osaka                           |
| 11,52                           | Kinue Hitomi                    | JPN                             | 01.11.1925                      | Tokio                           |
| 11,62                           | Kinue Hitomi                    | JPN                             | 17.10.1926                      | Harbin                          |
| 11,66                           | Rie Yamaguchi                   | POR                             | 21.10.1939                      | (onbekend)                      |
| 12,43                           | Terri Turner                    | USA                             | 09.05.1981                      | Austin                          |
| 12,47                           | Terri Turner                    | USA                             | 07.05.1982                      | Austin                          |
| 12,51                           | Melody Smith                    | USA                             | 06.05.1983                      | Austin                          |
| 12,98                           | Easter Gabriel                  | USA                             | 07.05.1983                      | Baton Rouge                     |
| 13,15                           | Terri Turner                    | USA                             | 24.03.1984                      | Austin                          |
| 13,21                           | Terri Turner                    | USA                             | 13.04.1984                      | Baton Rouge                     |
| 13,58                           | Wendy Brown                     | USA                             | 30.05.1985                      | Austin                          |
| 13,68                           | Esmeralda Garcia                | BRA                             | 05.06.1986                      | Indianapolis                    |
| 13,71                           | Wendy Brown                     | USA                             | 02.05.1987                      | Los Angeles                     |
| 13,73                           | Flora Hyacinth                  | ISV                             | 17.05.1987                      | Tuscaloosa                      |
| 13,78                           | Sheila Hudson                   | USA                             | 06.06.1987                      | Baton Rouge                     |
| 13,85                           | Sheila Hudson                   | USA                             | 26.06.1987                      | San José                        |
| 14,04                           | Li Huirong                      | CHN                             | 11.10.1987                      | Hamamatsu                       |
| 14,16                           | Li Huirong                      | CHN                             | 23.04.1988                      | Shijiazhuang                    |
| 14,52                           | Galina Tsjistjakova             | URS                             | 02.07.1989                      | Stockholm                       |
| Officiële records (vanaf 1990)  |                                 |                                 |                                 |                                 |
| 14,54                           | Li Huirong                      | CHN                             | 25.08.1990                      | Sapporo                         |
| 14,95                           | Inessa Kravets                  | URS                             | 10.06.1991                      | Moskou                          |
| 14,97                           | Iolanda Tsjen                   | RUS                             | 18.06.1993                      | Moskou                          |
| 15,09                           | Anna Birjoekova                 | RUS                             | 21.08.1993                      | Stuttgart                       |
| 15,50                           | Inessa Kravets                  | UKR                             | 10.08.1995                      | Göteborg                        |
| 15,67                           | Yulimar Rojas                   | VEN                             | 01.08.2021                      | Tokio                           |

1996: Inessa Kravets ·
2000: Tereza Marinova ·
2004: Françoise Mbango Etone ·
2008: Françoise Mbango Etone ·
2012: Olga Rypakova ·
2016: Caterine Ibargüen ·
2020: Yulimar Rojas ·
2024: Thea LaFond
1896: James Connolly ·
1900: Meyer Prinstein ·
1904: Meyer Prinstein ·
1908: Tim Ahearne ·
1912: Gustaf Lindblom ·
1920: Vilho Tuulos ·
1924: Nick Winter ·
1928: Mikio Oda ·
1932: Chuhei Nambu ·
1936: Naoto Tajima ·
1948: Arne Åhman ·
1952: Adhemar da Silva ·
1956: Adhemar da Silva ·
1960: Józef Szmidt ·
1964: Józef Szmidt ·
1968: Viktor Sanjejev ·
1972: Viktor Sanjejev ·
1976: Viktor Sanjejev ·
1980: Jaak Uudmäe ·
1984: Al Joyner ·
1988: Christo Markov ·
1992: Mike Conley ·
1996: Kenny Harrison ·
2000: Jonathan Edwards ·
2004: Christian Olsson ·
2008: Nelson Évora ·
2012: Christian Taylor ·
2016: Christian Taylor ·
2020: Pedro Pablo Pichardo ·
2024: Jordan Díaz
1983 Zdzisław Hoffmann ·
1987 Christo Markov ·
1991 Kenny Harrison ·
1993 Mike Conley ·
1995 Jonathan Edwards ·
1997 Yoelbi Quesada ·
1999 Charles Friedek ·
2001 Jonathan Edwards ·
2003 Christian Olsson ·
2005 Walter Davis ·
2007 Nelson Évora ·
2009 Phillips Idowu ·
2011 Christian Taylor ·
2013 Teddy Tamgho ·
2015 Christian Taylor ·
2017 Christian Taylor ·
2019 Christian Taylor ·
2022 Pedro Pablo Pichardo ·
2023 Hugues Fabrice Zango
1993: Anna Birjoekova ·
1995: Inessa Kravets ·
1997: Šárka Kašpárková ·
1999: Paraskeví Tsiamíta ·
2001: Tatjana Lebedeva ·
2003: Tatjana Lebedeva ·
2005: Trecia Smith ·
2007: Yargelis Savigne ·
2009: Yargelis Savigne ·
2011: Olha Saladoecha ·
2013: Caterine Ibargüen ·
2015: Caterine Ibargüen ·
2017: Yulimar Rojas ·
2019: Yulimar Rojas ·
2022: Yulimar Rojas ·
2023: Yulimar Rojas
- Gemeinsame Normdatei: 4150671-6
- Library of Congress Control Number: sh85137898
- Nationale Bibliotheek van Tsjechië: ph180939
- Nationale Bibliotheek van Israël: 987007551118205171